# Петър Кадев
Петър Николов Кeдев е български индустриалец.

## Биография
Роден е на 15 януари 1884 г. в Габрово, в семейството на Никола Хубенов и Мариола Кедева. Много рано Петър и брат му Стефан остават сираци и са отгледани от вуйчо си Стефан Кедев. Петър от юношеска възраст започва да работи и завършва само основно образование. През 1914 г. се жени за най-малката сестра на Пенчо Семов – Дешка Иванова Семова. От 1920 г. е директор на Вълненотекстилната фабрика „Успех“ в Габрово, а след 1935 г. поема контрола над всички индустриални предприятия на Пенчо Семов, поради влошеното му здравословно състояние. Второто му дете Пенчо през 1930 г. е осиновено от Радка и Пенчо Семови. На 3 юни 1945 г. Петър Кедев е избран за подпредседател на Управителния съвет на АД „Принц Кирил". На тази длъжност остава до септември същата година. До национализацията взема участие в Управителния съвет на дружеството като пълномощник на ефорията „Старопиталище Пенчо Иванов Семов“.
Член е на Управителния съвет на Съюза на габровските индустриалци (1940 – 1947), на Управителните съвети на Водните синдиКати „Малуша" и „Грамадата", акционер е в АД „Кирил" – Варна, АД „Успех" – Габрово, В Българско търговско параходно дружество – Варна, управител на АД „Астраган“ – Габрово и др.
Акционери в Памукотекстилно дружество „Принц Кирил“ – Габрово са Петър Кедев, съпругата му Дешка Кедева и дъщеря му Райна Пантева.
На 17 маш 1949 г. Петър Кедев е арестуван и въдворен в лагера в село Ножарево, а през 1950 г. е изпратен в трудово-възпитателното общежитие в Белене. Здравословното му състояние е влошено от лошите условия и непосилния труд и в началото на 1953 г. е изпратен на лечение в болницата на Софийсккия затвор. Умира на 3 февруари 1953 г. и е погребан В София. Семейството случайно научава за смъртта му, след като съпругата Дешка изпраща колет, който го връщат с известието „Лицето починало".